# Pfarrkirche Greith bei Neumarkt

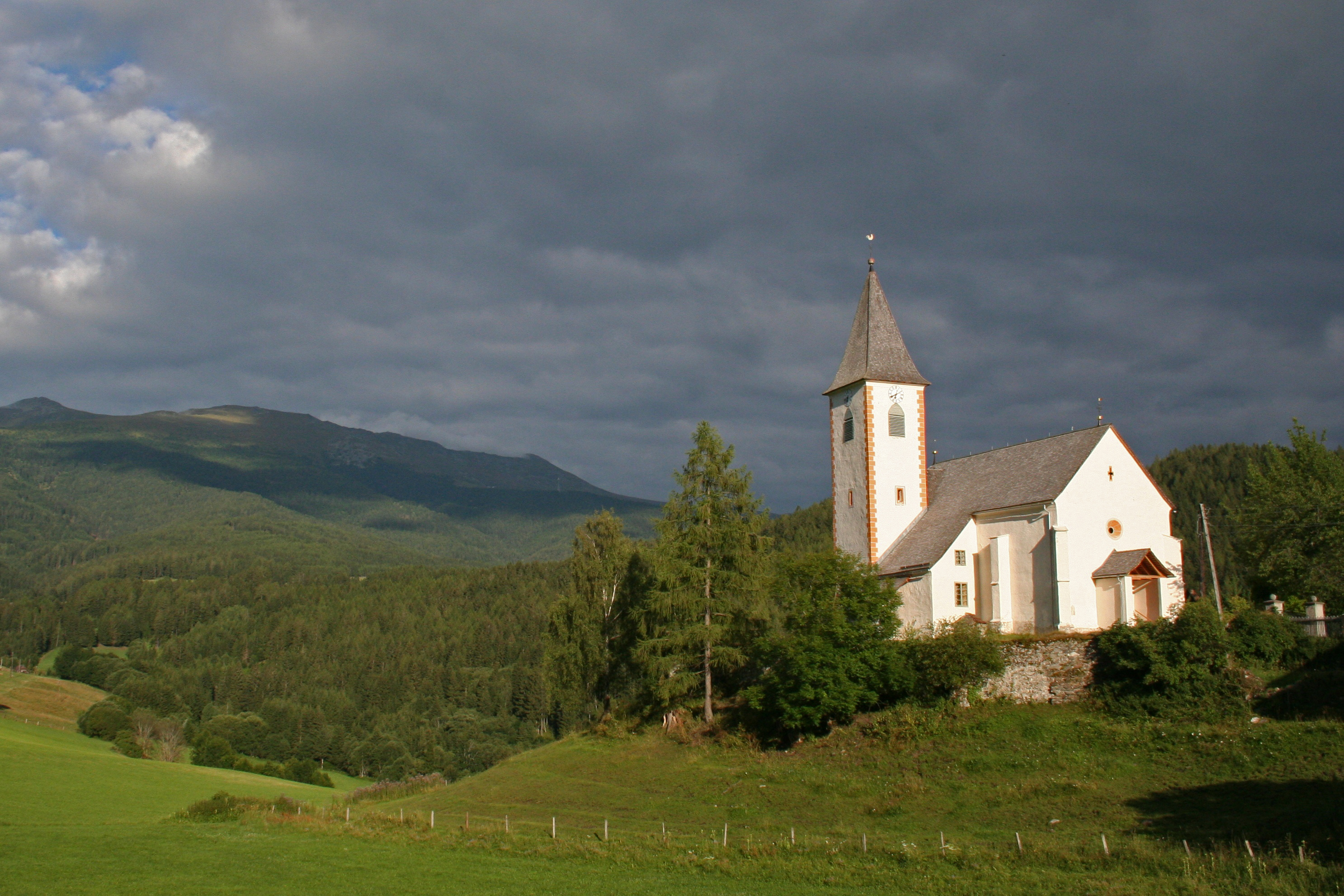
Kath. Pfarrkirche hl. Martin in Greith in Neumarkt in der Steiermark

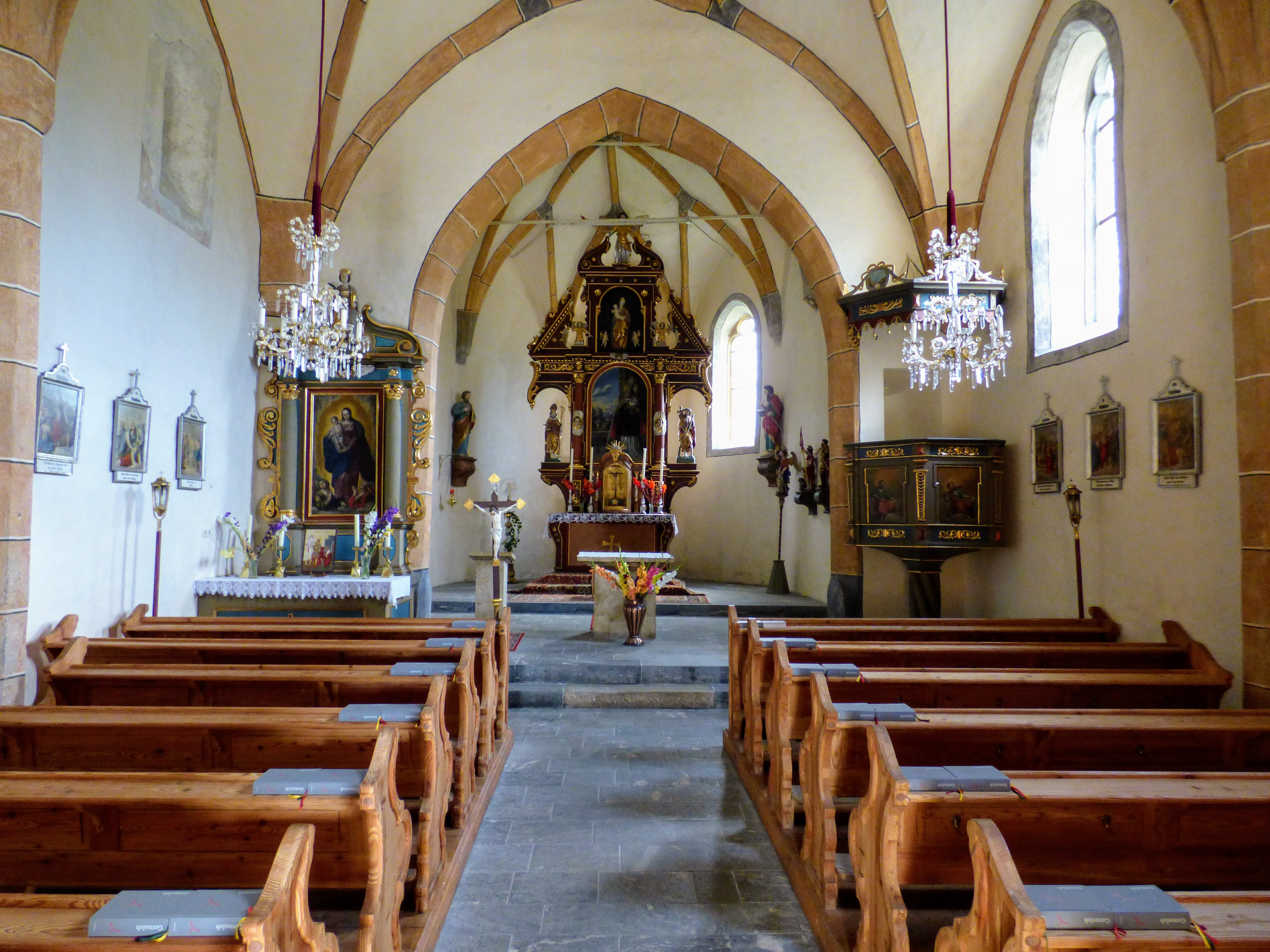
Kircheninneres

Die römisch-katholische Pfarrkirche Greith bei Neumarkt steht in der Gemeinde Neumarkt in der Steiermark im Bezirk Murau in der Steiermark. Die dem Patronat des  heiligen Martin anvertraute Pfarrkirche gehört zum Dekanat Murau in der Diözese Graz-Seckau. Kirche und Friedhof sind von einer Mauer mit Initienkapellen umgeben. Die Anlage steht unter Denkmalschutz.

## Geschichte
1283 wurde urkundlich eine Kirche genannt. 

## Architektur
An das breite dreijochige Langhaus mit einem eingeschnürten, spitzbogigen Fronbogen schließt ein annähernd gleich breiter, einjochiger, trapezförmiger Chor mit einem Fünfachtelschluss an. Der Chor hat zum Langhaus einen Achsknick. Der Chor ist im Norden des Chorjochs zur Turmkapelle im Erdgeschoß des Nordturmes geöffnet. Langhaus und Chor haben Sternrippengewölbe in der Bauart der Filialkirche St. Helen bei Mühlen. Im Langhaus laufen die Rippen auf leicht eingezogene Strebepfeiler auf, im Chor auf Konsolen. Die Turmkapelle ist kreuzrippengewölbt. Langhaus und Chor haben einbahnige Spitzbogenfenster mit Kleeblattschluss. Im Chor ist eine rechteckige, gotische Sakramentsnische mit darüberliegendem Kleeblattschluss und einem schmiedeeisernen Gittertürchen. Die dreiachsige gotische Westempore ist kreuzrippenunterwölbt und hat eine moderne vorgezogene Holzempore.
Das profilierte gotische Westportal ist spitzbogig. Der Nordturm am Chorjoch – ebenfalls zum Langhausausrichtung geknickt – trägt ein Zeltdach. Der Sakristeianbau nördlich am Langhaus schließt östlich an den Turmkapelle des Turmes an.

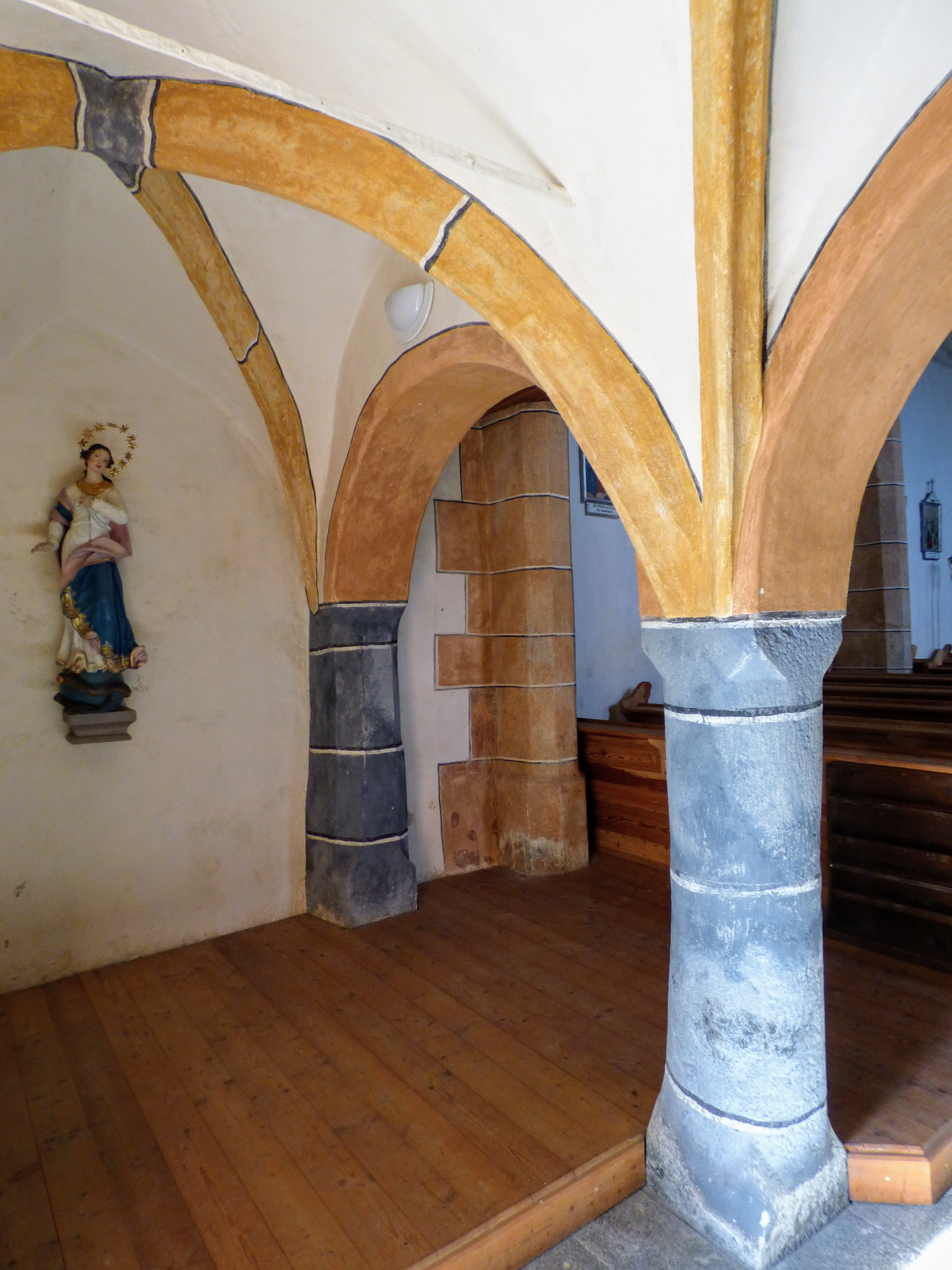
Kreuzrippengewölbe unter der Empore

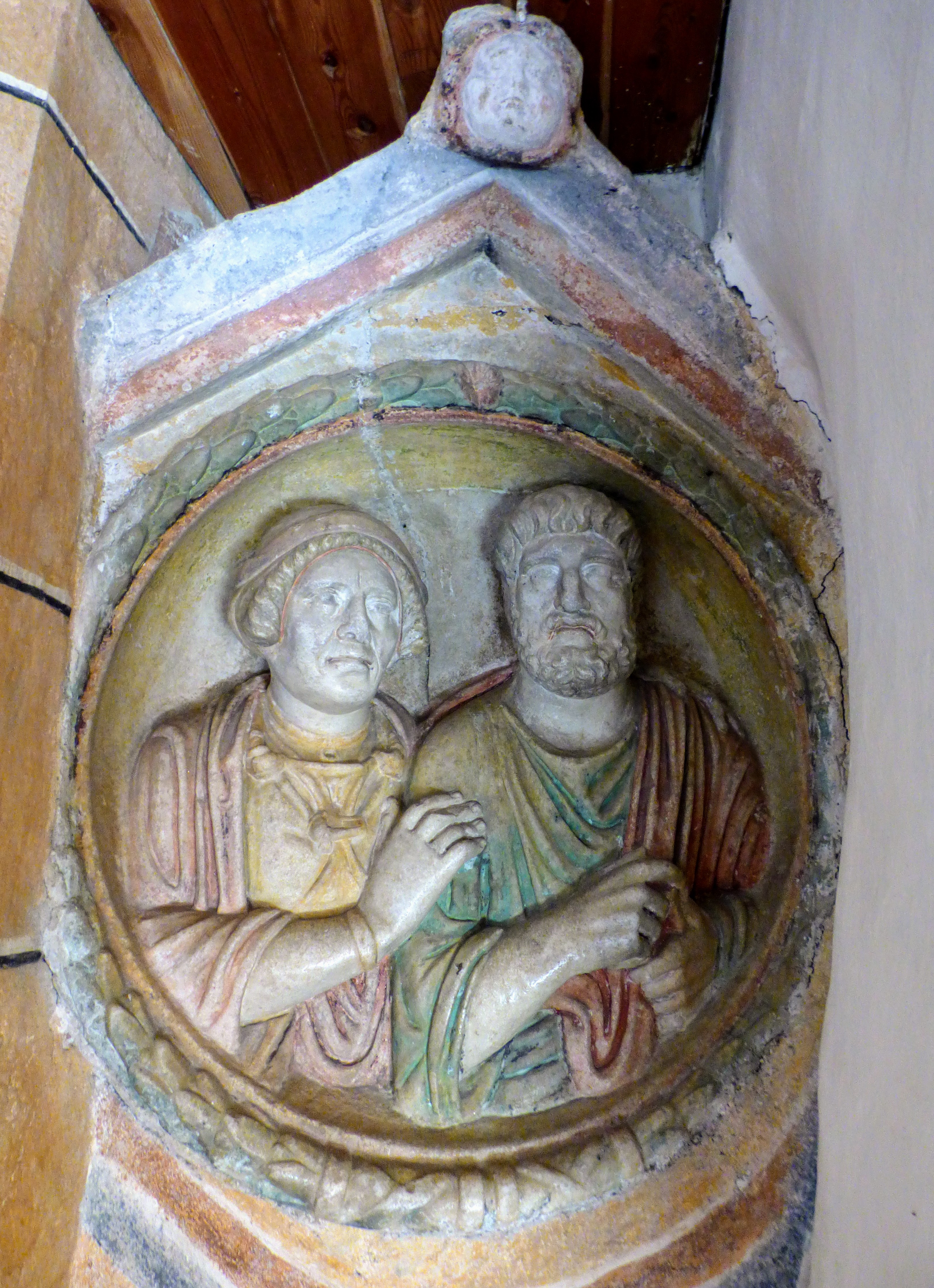
Römerzeitliches Relief

Das Mauerwerk der Kirche beinhaltet Römersteine: Unter der Orgelempore ist ein vorzüglich erhaltenes spätrömisches rundes Halbrelief eines Ehepaares aus der zweiten Hälfte des 2. Jahrhunderts. In der Altarstufe des Seitenaltares ist ein Ornamentstein.

## Ausstattung
Der Hochaltar zeigt das Hochaltarbild hl. Martin und trägt die Statuen Maria mit Kind und Martin und Christophorus aus einer Kärntner Werkstatt um 1510/1520. Der Tabernakel ist aus der Mitte des 18. Jahrhunderts. Der Seitenaltar aus dem dritten Viertel des 17. Jahrhunderts zeigt ein Bild hl. Maria und trägt im Aufsatz die spätgotische Statue hl. Barbara aus dem Anfang des 16. Jahrhunderts. Die Kanzel um 1700 mit einem Schalldeckel wurde um 1800 verändert. Der spätgotische Kruzifix ist aus dem Anfang des 16. Jahrhunderts. Es gibt einige barocke Statuen aus der ersten Hälfte des 18. Jahrhunderts. Ein Bild Verkündigung ist in einem reich geschnitzten Knorpelwerkrahmen mit der Jahresangabe 1674.
Die Orgel ist aus dem ersten Drittel des 19. Jahrhunderts. Eine Glocke aus 1546 ist mit Urban Fiering bezeichnet.